# Житија (Вранча)
Житија (рум. Jitia) насеље је у Румунији у округу Вранча у општини Житија. Oпштина се налази на надморској висини од 620 m.

## Становништво
Према подацима из 2002. године у насељу је живело 1718 становника, од којих су сви румунске националности.

### Хронологија
| Година       | 1992 | 1993 | 1994 | 1995 | 1996 | 1997 | 1998 | 1999 | 2000 | 2001 | 2002 | 2003 | 2004 | 2005 | 2006 | 2007 | 2008 | 2009 | 2010 | 2011 | 2012 | 2013 | 2014 | 2015 | 2016 | 2017 |
| ------------ | ---- | ---- | ---- | ---- | ---- | ---- | ---- | ---- | ---- | ---- | ---- | ---- | ---- | ---- | ---- | ---- | ---- | ---- | ---- | ---- | ---- | ---- | ---- | ---- | ---- | ---- |
| Становништво | 1922 | 1903 | 1876 | 1856 | 1839 | 1798 | 1785 | 1786 | 1777 | 1798 | 1813 | 1792 | 1773 | 1765 | 1753 | 1742 | 1709 | 1721 | 1722 | 1725 | 1713 | 1700 | 1675 | 1651 | 1642 | 1629 |